# Andreas Züst
Andreas Züst (* 1. September 1947 in Bern; † 7. August 2000 in Hinwil; heimatberechtigt in Wolfhalden) war ein Schweizer Fotograf, Maler, Naturwissenschaftler, Verleger und Sammler aus dem Kanton Appenzell Ausserrhoden.

## Leben
Andreas Züst war ein Sohn von Albert Züst und Katharina Feller, Enkel von Adolf Feller sowie Neffe von Elisabeth Feller. Im Jahr 1977 heiratete er Denise Müller, eine Tochter des Max Müller, Versicherungsinspektor. Er studierte von 1967 bis 1970 Naturwissenschaften an der Eidgenössischen Technischen Hochschule Zürich und Soziologie an der Universität Zürich. Von 1973 bis 1980 war er Forschungsassistent für Klimatologie und Glaziologie in Kanada, Grönland und den Schweizer Alpen. Ab den 1970er Jahren begann er seine fotografische und malerische Tätigkeit. Er zeigte ab 1979 Einzel- und Gruppenausstellungen im In- und Ausland. 1994 gründete er den Andreas Züst Verlag. In seiner künstlerischen Arbeit interessierte sich Züst für gesellschaftliche Phänomene und Naturerscheinungen. Von 1991 bis 1994 war er Koproduzent des Films Picture of Light. Er arbeitete ab Mitte der 1990er Jahre mit Peter Weber an der Tonbildschau Himmel.

## Ausstellungen
- Andreas Züst. Eis, Kunstmuseum Luzern, 2020[1]